# Киевское общество летописца Нестора

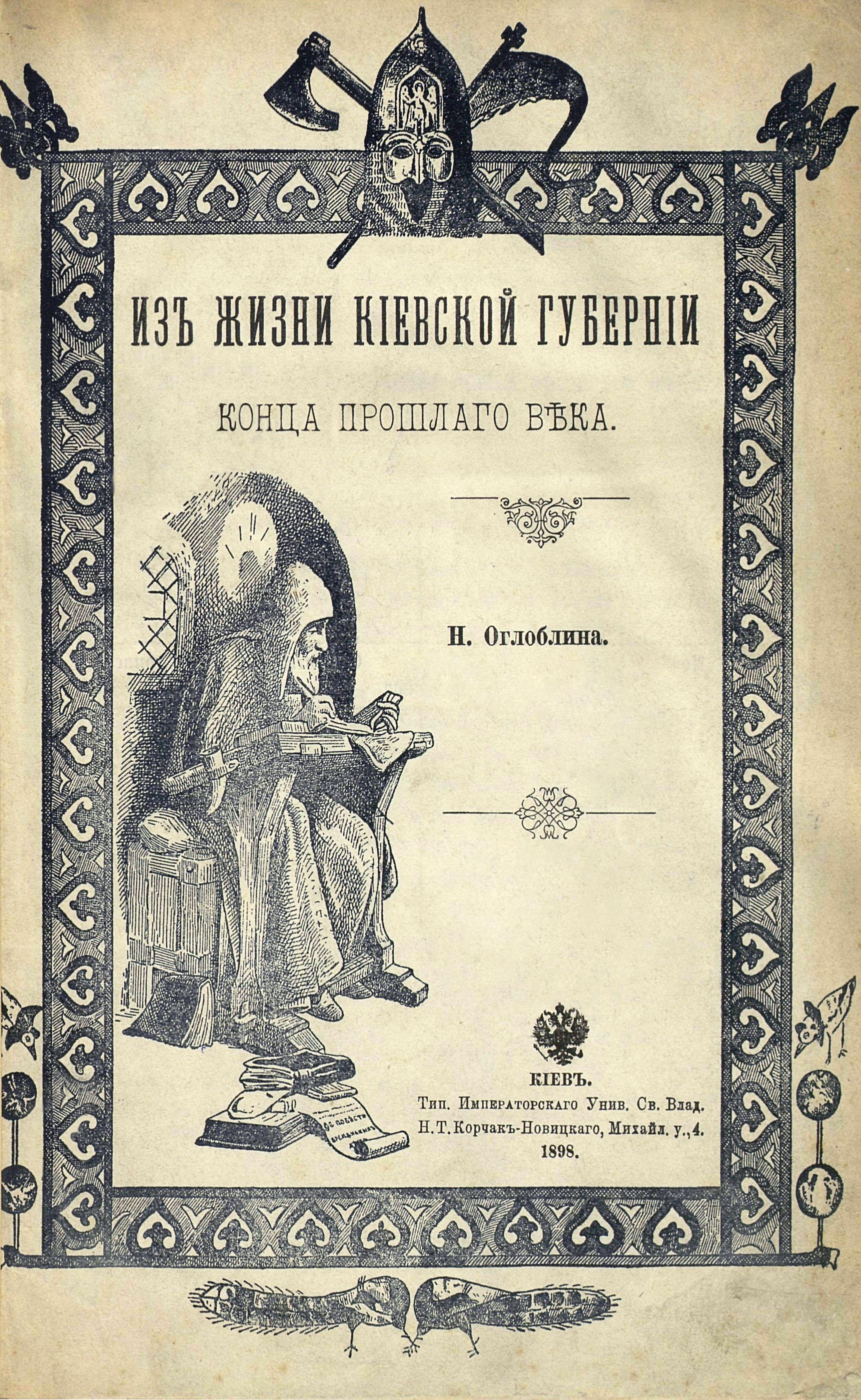
Одна из книг, изданных при участии общества.

Ки́евское о́бщество летопи́сца Не́стора — основано в 1872 на основе научного кружка в Киеве, официально открылось в январе 1873. В 1874 перешло в ведение Киевского университета. С 1879 издавало «Чтения в Историческом обществе Нестора-летописца» (сокращённо ЧИОНЛ, 24 тома до 1914). Новый устав принят в 1898. Закрыто в 1917, но в 1921 возобновило деятельность в составе Историко-филологического отдела ВУАН. В начале 30-х годов ликвидировано.

## Цели и деятельность
Целями общества определено «Содействовать развитию русской исторической науки: истории политической и церковной, истории литературы и права, археологии, нумизматики и проч., а равно и всеобщей истории…». Общество также изучало памятники старины и способствовало их охране.

## Активные участники

### Председатели
- М. А. Тулов (1873—74)
- В. С. Иконников (1874—77)
- А. А. Котляревский (1877—81)
- В. Б. Антонович (1881—87,1896—99)
- М. Ф. Владимирский-Буданов (1887—93)
- В. С. Иконников (1893—95)
- А. М. Лазаревский (1895—96)
- Н. П. Дашкевич (1899—1905)
- Ю. А. Кулаковский (1905—1911)

Секретари: М. Н. Ясинский (1896—1903), А. М. Лобода (1906).

### Известные члены общества
Бестужев-Рюмин К. Н., Георгиевский В. Г., К Костомаров Н. И., А. С. Лашкевич, Левицкий О. И., Модзалевский В. Л., Павлуцкий Г. Г., Довнар-Запольский М. В., Срезневский И. И., Уваров А. С,Бершадский С.А..

## Издания
- Чтения в Историческом Обществе Нестора Летописца. Киев, 1879—1913.
- Eranos. Сб. статей по литературе и истории в честь Н. П. Дашкевича. Киев, 1906.
- Изборник Киевский, посвященный Т. Д. Флоринскому. Киев, 1904.
- Памяти Гоголя. Научно-литературный сборник. Киев, 1902.
- Поминки по А. А. Котляревском. Киев, 1892.
- Публичные лекции по геологии и искусству Киева. Киев, 1897.
- Сборник в память 900-летия Крещения Руси. Киев, 1899.
- Труды III Съезда в Киеве, в 1874 г. Киев, 1878. Т. 1—2.